# Henrik Pontoppidan
|  | "Pontoppidan" redirigeix aquí. Si cerqueu el bisbe i ornitòleg del segle XVIII, vegeu Erik Pontoppidan. |

Henrik Pontoppidan (Fredericia, Dinamarca, 1857 - Copenhaguen, 1943) fou un novel·lista realista danès guardonat amb el Premi Nobel de Literatura l'any 1917, conjuntament amb Karl Adolph Gjellerup.

## Biografia
Va néixer el 24 de juliol del 1857 a la ciutat de Fredericia, població situada a l'est de Jutlàndia. De ben petit, es va traslladar amb la seva família a la població de Randers, que havia estat envaïda i saquejada per tropes austríaques i prussianes. La visió de la destrucció i la misèria deixada enrere per la guerra li va causar una forta impressió, que es traduiria en el pessimisme de les seves novel·les, en diverses de les quals retornaria sobre el tema de les guerres i les penúries subsegüents.
Enfrontat amb els seus pares, Henrik es va negar a seguir la tradició eclesiàstica de la seva família, i va abandonar el poble per estudiar enginyeria a l'Institut Politècnic de Copenhaguen, però el 1879 es va cansar d'estudiar i es va traslladar a l'interior del país, on exerciria com a mestre d'escola secundària fins a l'any 1910.
És durant aquest període que escriu i publica la seva primera col·lecció de contes, Stækkede vinger (Ales tallades, 1881). Aquell mateix any, es va casar amb Mette Marie Hansen, que el va ajudar a independitzar-se i el va impulsar a viure exclusivament de la seva literatura. El matrimoni va viure al camp, fins que el 1888 es van establir a la ciutat de Copenhaguen després de diversos viatges per Alemanya i Itàlia. Pontoppidan va morir el 21 d'agost del 1943 en aquesta ciutat.

## Obra literària

### Primeres obres
En els treballs primerencs, l'autor va estudiar el contrast entre natura i cultura o, cosa que és el mateix, entre l'entorn i les aspiracions humanes. Gairebé sempre en la literatura de Pontoppidan la natura s'oposa a l'esperit humà, obstaculitzant el progrés de l'ànima i la pau de la ment. Com en altres escriptors del seu temps, Pontoppidan és un antinaturalista a ultrança, donant l'esquena a la doctrina naturalista del crític i escriptor Georg Brandes.
Mentre els altres escriptors abandonaven la crítica social, cansats de la depressió i les contínues crisis que debatien els successius governs danesos, Pontoppidan va accentuar encara més els seus atacs contra la corrupció i deixadesa dels seus governants, que va deixar plasmat en el seu excel·lent llibre de contes Skyer (Núvols, 1890). En aquest, retrata la covardia del poble, que prefereix tolerar l'endarreriment i la corrupció amb la condició de no abandonar les seves còmodes i petites vides.

### Les seves novel·les majors
Entre 1891 i 1916, va produir, possiblement, les obres més importants de la seva carrera. Es tracta de tres sèries de novel·les iròniques, poblades de personatges que s'esforcen per canviar els seus llocs en el món, mentre el món es confabula per frustrar els seus desitjos. La càrrega de la natura, com sempre, es fa present aquí per a doblegar les persones sota el seu pes brutal.
Det Forjættede Land , (La terra promesa, en tres volums, 1891-1895), Lykke-Per (Pere l'Afortunat, en vuit volums, 1898-1904), i De dødes rige (El regne dels morts, en cinc volums, 1912-1916) analitzen el món de les idees i les creences religioses de principis del segle xx, atacant amb enorme fúria l'entorn de l'ortodòxia teològica en el qual Henrik havia estat criat i que odiava amb tot el cor. L'objectiu de l'autor en aquestes grans i voluminoses novel·les va ser crear un quadre creïble i ajustat de la realitat danesa del temps que li va tocar viure. Els individus són recognoscibles com a tipus socials i són analitzats en relació amb greus conflictes laborals, polítics, socials i religiosos.

### El Premi Nobel
L'any 1917, fou guardonat amb el Premi Nobel de Literatura, premi compartit amb Karl Adolph Gjellerup, per les seves descripcions autèntiques de la vida actual a Dinamarca.
L'escriptor Thomas Mann el considerà "un poeta èpic nat, un conservador que ha preservat per a nosaltres el gran estil de la novel·la", alhora que el mateix Pontoppidan deia que es considerava un "narrador tradicional". La realitat, però, és que cap altre novel·lista danès no ha assolit una tan precisa interpretació de la seva pròpia societat i dels temps que li va tocar viure.

## Obres seleccionades
| - 1881: Stækkede vinger - 1883: Sandinge meninghed - 1883: Landsbybilleder - 1885: Ung Elskov - 1895-1890: Smaa Romaner - 1886: Mimoser - 1887: Isbjørnen - 1887: Fra Hytterne - 1888: Spøgelser - 1890: Krøniker - 1890: Skyer - 1891-1895: Det Forjættede Land - 1893: Minder - 1893: Ørneflug - 1894: Nattevagt' - 1895: Den gamle Adam - 1896: Højsang - 1897: Kirkeskuden - 1897: Nar vildegæssene trækker forbi" - 1898-1904: Lykke-Per - 1900: Lille Rødhætte - 1900: Det ideale hjem - 1902: De vilde Fugle | - 1905: Borgmester Hoeck og Hustru - 1906: Asgaardsrejen - 1906: Det store spøgelse - 1907: Hans Kvast og Melusine - 1908: Den Kongelige gæst - 1912-1916: De dødes rige - 1918: Et Kærlighedseventyr - 1924-1926: Romaner og Fortællinger - 1927: Mands Himmerig - 1933: Drengeaar, memòries - 1936: Hamskifte, memòries - 1938: Arv og Gæld, memòries - 1940: Familieliv, memòries - 1943: Undervejs til mig selv, memòries Obres pòstumes - 1962: Erindringer - 1979: Magister globs papirer - 1989: Kronjuder og Molboer - 1993: Enetaler - 1994: Mininger & Holderinger - 1999: Henrik Pontoppidans Dikte |